# Фрасдорф
Фрасдорф (њем. Frasdorf) општина је у њемачкој савезној држави Баварска. Једно је од 46 општинских средишта округа Розенхајм. Према процјени из 2010. у општини је живјело 2.988 становника. Посједује регионалну шифру (AGS) 9187132.

## Географски и демографски подаци
Фрасдорф се налази у савезној држави Баварска у округу Розенхајм. Општина се налази на надморској висини од 598 метара. Површина општине износи 32,7 km². У самом мјесту је, према процјени из 2010. године, живјело 2.988 становника. Просјечна густина становништва износи 91 становника/km².